# Žirardinka lesklá
Žirardinka lesklá, další české názvy: živorodka lesklá (latinsky: Girardinus metallicus, slovensky: živorodka kovová, anglicky: Metallic livebearer). Rybu poprvé popsal v roce 1854 Felipe Poey y Aloy, španělský právník, který na Kubě působil jako zoolog.

## Popis
U obou pohlaví je základní barvou stříbřitá. Samci mají souvislý černý pruh od dolní čelisti přes břicho až na konec gonopodia. Samci dorůstají velikosti 3 cm (v přírodě 5 cm), samice až 6 cm (v přírodě 9 cm). Pohlaví ryb je snadno rozeznatelné: samci mají pohlavní orgán gonopodium, které je výrazně dlouhé, samice klasickou řitní ploutev.

## Biotop
Ryba se vyskytuje ve sladkých vodách na Kubě. Preferuje čistou, stojatou nebo velmi slabě proudící vodu. Živí se rozsivkami, řasami, listy vodních rostlin, detritem a larvami hmyzu.

## Chov v akváriu
- Chov ryby: Ryba je na chov velmi nenáročná. Měl by být zachován větší poměr samic k samcům. Ve velkých nádržích je plachá.[pozn. 2][4]
- Teplota vody: 22–25 °C[4]
- Kyselost vody: 7,0–8,0 pH[4]
- Tvrdost vody: 9–25 °dGH[4]
- Krmení: Jedná se o všežravou rybu, preferuje živou potravu, přijímá také vločkové, nebo mražené krmivo. Pro dobré vybarvení a růst by strava měla být pestrá.[4]
- Rozmnožování: Březost trvá přibližně 25 dní. Samice rodí přibližně 30–60 (10–40) mláďat, která jsou velká až 3–5 mm a ihned přijímají běžnou potravu. Samci dospívají ve 4 měsících, samice v 5–6 měsících.[7][8]